# Olmet-et-Villecun
Olmet-et-Villecun település Franciaországban, Hérault megyében. Lakosainak száma 166 fő (2022. január 1.). Olmet-et-Villecun Lavalette, Lodève és Le Puech községekkel határos.

## Népesség
A település népességének változása:
| Lakosok száma | 62   | 73   | 92   | 142  | 145  | 164  | 180  | 188  | 187  | 166  |
|               | 1968 | 1982 | 1990 | 2006 | 2013 | 2015 | 2017 | 2019 | 2020 | 2022 |